# Тиквена супа
Тиквената супа е гъста супа, приготвена от пюре от тиква. Приготва се като се смесва пюре от вътрешността на тиква с бульон. Може да се сервира топла или студена и е популярно ястие за Деня на благодарността в Съединените щати. Познати са различни варианти на ястието в различните европейски страни, Съединените щати и други места в Северна Америка, както и Австралия. Тиквената супа е била основно ястие за пленените по време на Виетнамската война в северновиетнамските затвори.